# Alexandru Papană
Alexandru Papană (ur. 18 września 1906 w Bukareszcie, zm. 17 kwietnia 1946 w Las Vegas) – rumuński bobsleista, uczestnik Zimowych Igrzysk Olimpijskich w Lake Placid w 1932, pilot wojskowy i sportowy.

## Lotnictwo
Alexandru Papană był m.in. uczestnikiem Międzynarodowych Zawodów Samolotów Turystycznych Challenge w 1932 roku, lecz 23 sierpnia odpadł, lądując przymusowo swoim samolotem Monocoupe 110 na skutek awarii silnika za Florencją.

## Piłka nożna
Alexandru Papană w młodości był bramkarzem w klubie piłkarskim Colțea București.

## Bobsleje

### Igrzyska olimpijskie
Alexandru Papană uczestniczył w Zimowych Igrzyskach Olimpijskich w 1932 w położonym w Stanach Zjednoczonych Lake Placid. Reprezentacja Rumunii, składająca się wyłącznie z bobsleistów, pojechała na tę imprezę dzięki dofinansowaniu z Ministerstwa Wojny.
Na tej olimpiadzie wystąpił zarówno w dwójce jak i w czwórce. W parze z Dumitru Hubertem zajął 4. miejsce na 12 startujących. W czwórce reprezentacja Rumunii w składzie Alexandru Papană, Alexandru Ionescu, Ulise Petrescu, Dumitru Hubert zajęła przedostatnie, 6. miejsce. Obie konkurencje wygrali reprezentanci gospodarzy
Były to jedyne igrzyska olimpijskie w jego karierze jako bobsleisty.

### Mistrzostwa świata
Rok po igrzyskach Alexandru Papană wraz z Dumitru Hubertem zdobył mistrzostwo świata w bobslejowej dwójce w Schreiberhau w Niemczech (obecnie Szklarska Poręba). W 1934 roku ekipa ta zdobyła brązowy medal.

## Śmierć
17 kwietnia 1946 Alexandru Papană popełnił samobójstwo, wypijając truciznę. W swoim liście pożegnalnym prosił, by jego prochy zostały rozsypane z samolotu.